# Залавье (Рокитновский район)
Залавье (укр. Залав'я) — село, входит в Блажовский сельский совет Рокитновского района Ровненской области Украины.
Население по переписи 2023 года составляло 700 человек. Почтовый индекс — 34230. Телефонный код — 3635. Код КОАТУУ — 5625081303.

## Местный совет
34230, Ровненская обл., Рокитновский р-н, с. Блажово, ул, Школьная, 11.